# Amblyomma geoemydae
Amblyomma geoemydae är en fästingart som beskrevs av Theodore Edward Cantor 1847. Amblyomma geoemydae ingår i släktet Amblyomma och familjen hårda fästingar. Inga underarter finns listade i Catalogue of Life.